# Grand Prix de Tennis de Lyon 2009
Il Grand Prix de Tennis de Lyon 2009 è stato un torneo di tennis giocato sul cemento indoor. 
È stata la 23ª edizione del Grand Prix de Tennis de Lyon, che fa parte della categoria ATP World Tour 250 series nell'ambito dell'ATP World Tour 2009. Il torneo si è giocato al Palais des Sports de Gerland di Lione in Francia, dal 25 ottobre al 1º novembre 2009.

## Partecipanti

### Teste di serie
| Nazionalità | Giocatore          | Ranking1 | Testa di serie |
| ----------- | ------------------ | -------- | -------------- |
| Francia     | Jo-Wilfried Tsonga | 8        | 1              |
| Francia     | Gilles Simon       | 12       | 2              |
| Croazia     | Ivan Ljubičić      | 28       | 3              |
| Argentina   | Juan Mónaco        | 29       | 4              |
| Francia     | Julien Benneteau   | 33       | 5              |
| Francia     | Paul-Henri Mathieu | 35       | 6              |
| Germania    | Benjamin Becker    | 38       | 7              |
| Spagna      | Albert Montañés    | 40       | 8              |

- Ranking al 19 ottobre 2009

### Altri partecipanti
Giocatori che hanno ricevuto una Wild card:
- Arnaud Clément
- Sébastien Grosjean
- Michaël Llodra

Giocatori passati dalle qualificazioni:

- Kevin Anderson
- David Guez
- Jérôme Haehnel
- Vincent Millot

## Campioni

### Singolare
Ivan Ljubičić ha battuto in finale  Michaël Llodra con il punteggio di 7–5, 6–3

### Doppio
Julien Benneteau /  Nicolas Mahut hanno battuto in finale  Arnaud Clément /  Sébastien Grosjean con il punteggio di 6–4, 7–6(6)